# غرونهاين-بايرفلد
غرونهاين بايرزفلد (بالألمانية: Grünhain-Beierfeld) هي بلدة ألمانية تقع في ألمانيا في ساكسونيا.[بحاجة لمصدر] يقدر عدد سكانها بـ 6,603 نسمة .